# Canovelles (kommun)
Canovelles är en kommun i Spanien.   Den ligger i provinsen Província de Barcelona och regionen Katalonien, i den östra delen av landet, 500 km öster om huvudstaden Madrid. Antalet invånare är 16 090. Arean är 6,8 kvadratkilometer. Canovelles gränsar till L'Ametlla del Vallès, Les Franqueses del Vallès, Granollers, Lliçà d'Amunt och Santa Eulàlia de Ronçana. 
Terrängen i Canovelles är platt.